# Богатырево (Ивановская область)
Богатырево — село в Тейковском районе Ивановской области России, входит в состав Крапивновского сельского поселения.

## География
Село расположено в 10 км на юго-восток от центра поселения села Крапивново и в 13 км на юго-запад от райцентра города Тейково.

## История
В начале XIX века Богатырево было деревней и приходом принадлежало к селу Сахтыш. В 1864 году была заложена в Богатыреве каменная церковь, которая была построена в 1869 году и освящена в честь Святой Живоначальной Троицы. В ней имелся один придельный престол в честь Архангела Михаила. В 1874 году при церкви построена каменная колокольня. В 1893 году приход состоял из села (72 двора) и деревень Куличи, Дубки, Мосяково. Всех дворов в приходе 156, мужчин — 638, женщин — 761. В 1891 году в селе была открыта народная школа.
В конце XIX — начале XX века село входило в состав Сахтышской волости Суздальского уезда Владимирской губернии.
С 1929 года село входило в состав Мосяковского сельсовета Тейковского района, с 1972 года — в составе Крапивновского сельсовета, с 2005 года — в составе Крапивновского сельского поселения.

## Население
| 1859 | 1897 | 1905 | 2010 |
| ---- | ---- | ---- | ---- |
| 448  | ↗572 | ↗750 | ↘48  |

## Достопримечательности
В селе находится полуразрушенная Церковь Троицы Живоначальной (1864)